# Красный хутор (станция метро)
«Кра́сный Ху́тор» (укр. «Черво́ний Ху́тір»,  (слушать)о файле) — 46-я станция Киевского метрополитена, конечная на Сырецко-Печерской линии. Расположена в Дарницком районе Киева, в окружении лесного массива  рядом с парком Партизанской славы. Станция открыта 23 мая 2008 года. Название получила  от ближайшей исторической местности. Пассажиропоток — 5,0 тыс. чел./сутки.

## История строительства
Строительство начато в 2005 году после открытия станции «Бориспольская». Открытие планировалось на 2007 год, однако в конце 2006 года строительство было заморожено. Возобновлено в 2007 году накануне внеочередных выборов мэра города.

## Конструкция
Станция мелкого заложения колонного типа, третья по счёту станция Киевского метрополитена с боковым расположением платформ (после станций «Днепр» и «Вырлица»), платформы прямые. Зал станции прямоугольный увеличенной высоты. По центру между путями проходит ряд колонн и техническая платформа для маневровых машинистов. Платформы станции различной ширины, на платформе по направлению «из центра» — ряд колонн. На станции два кассовых вестибюля, соединённых выходами в подземные переходы. Кассовые залы оснащены широкими панорамными окнами, позволяющими видеть весь пассажирский зал станции. Северный вестибюль был закрыт вскоре после открытия станции вследствие малого пассажиропотока. Наземные вестибюли отсутствуют. Станция оборудована лифтами для инвалидов и людей с ограниченными физическими возможностями.

## Изображения

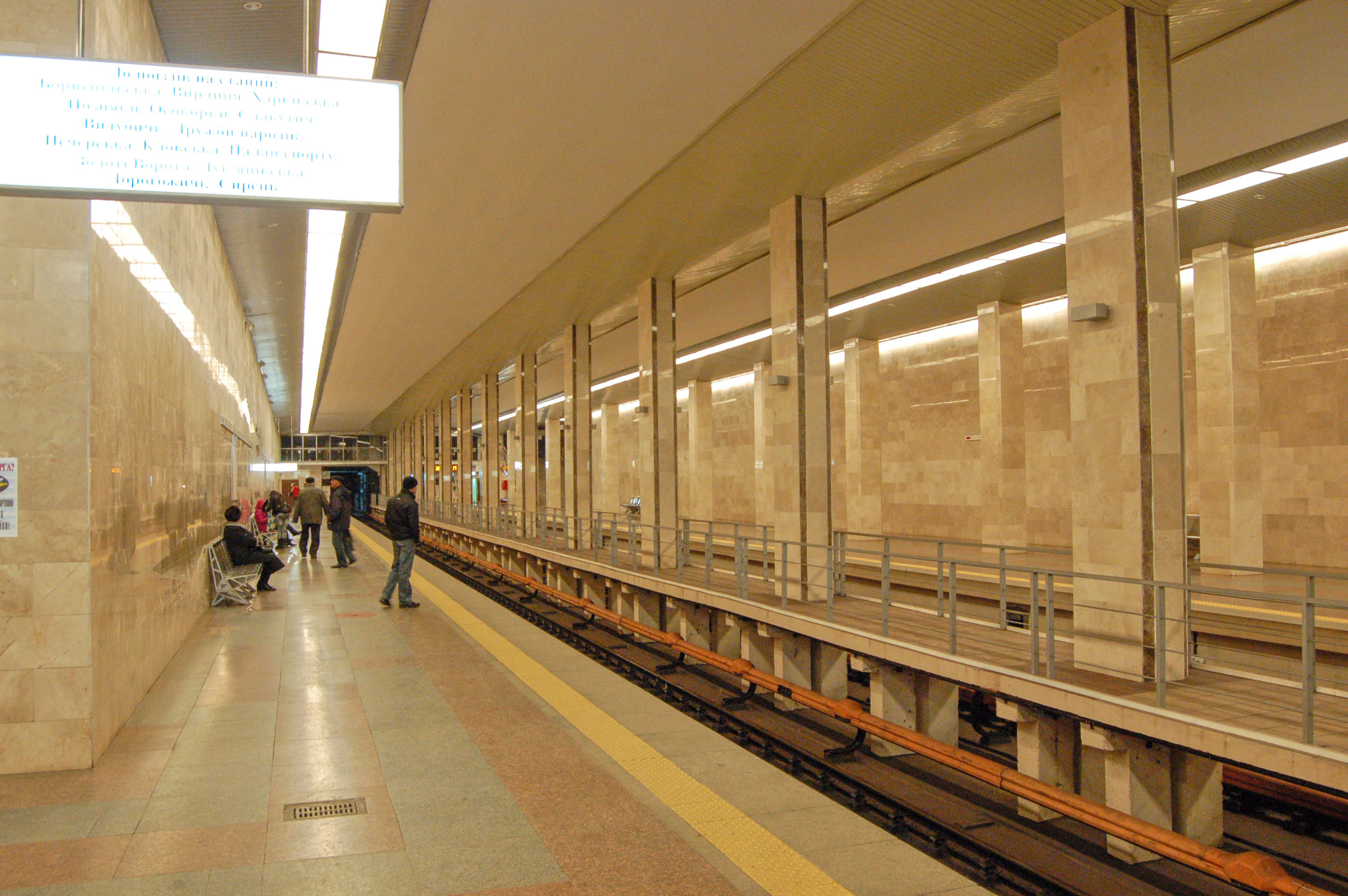
Платформа «в город»
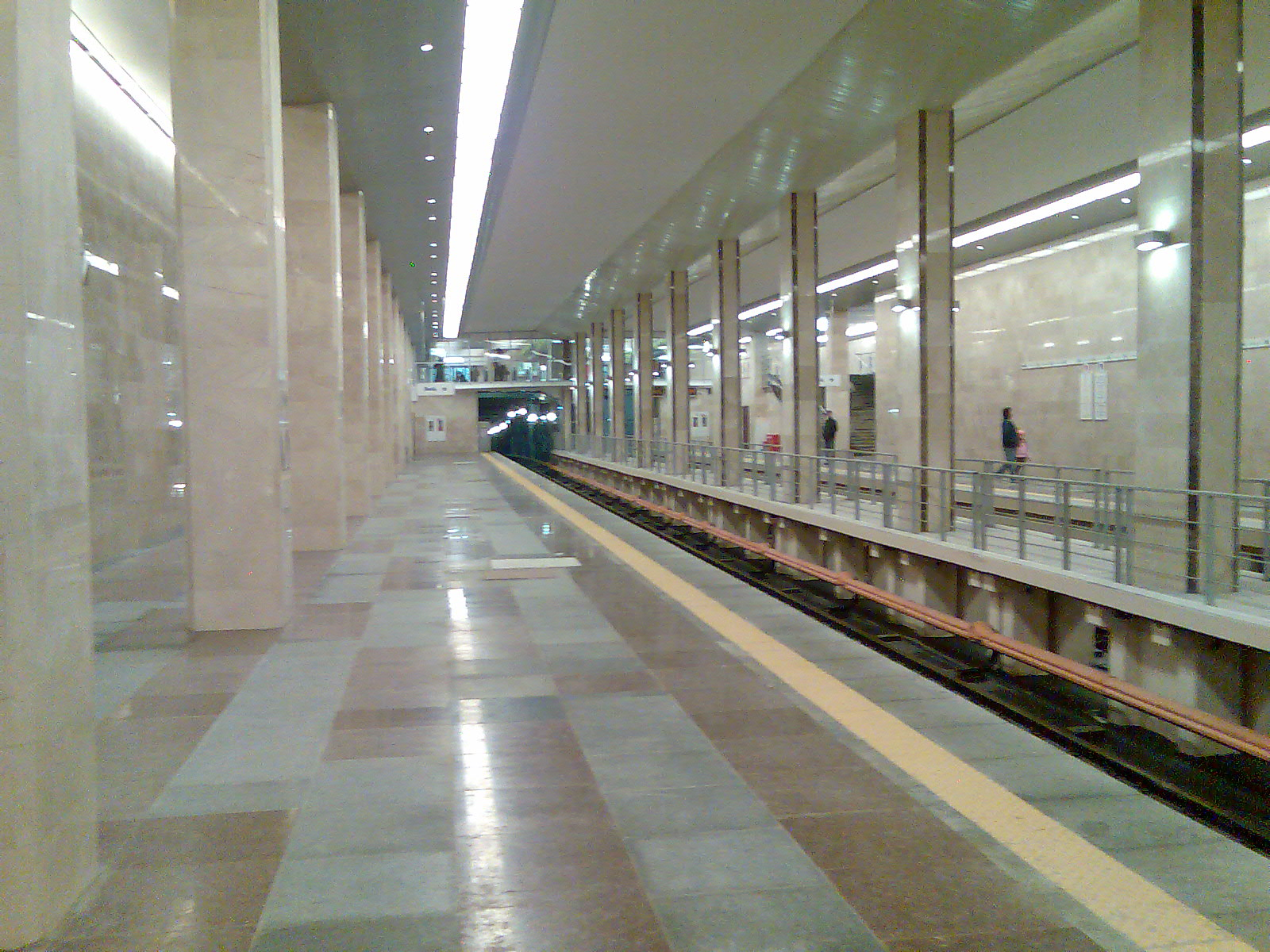
Платформа «из центра»
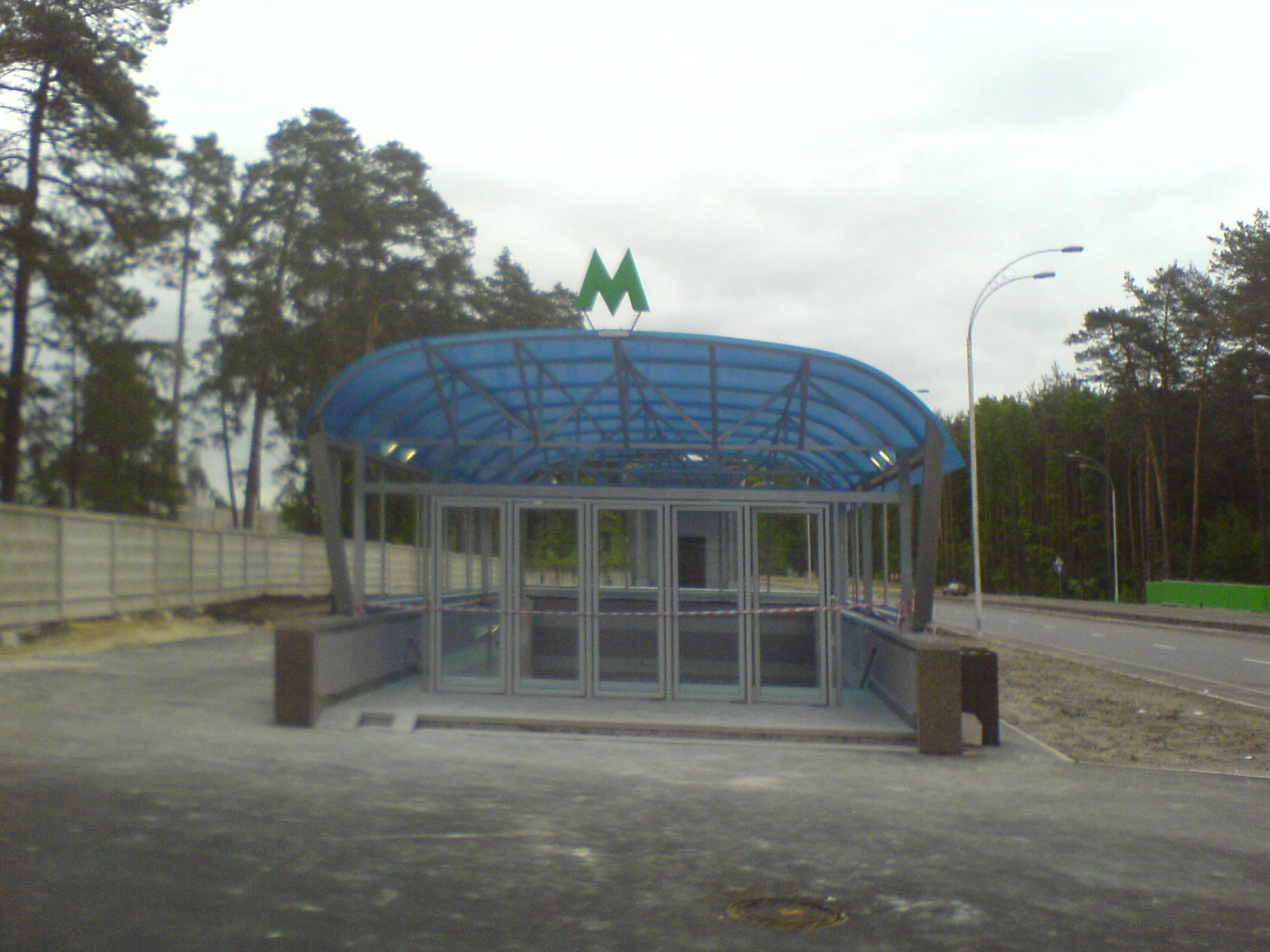
Выход со станции в сторону ТЧ-3 «Харьковское»
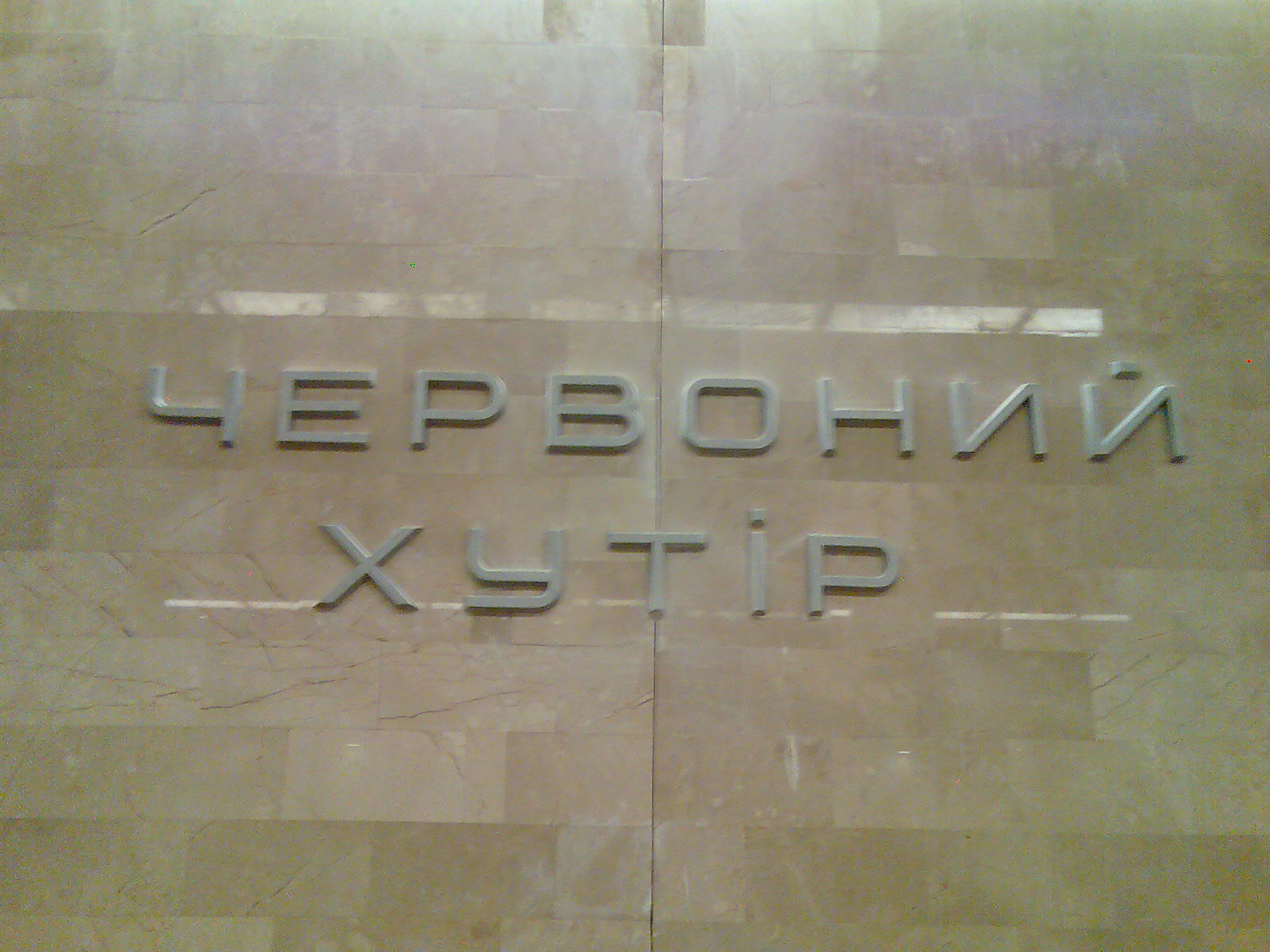
Название станции на путевой стене
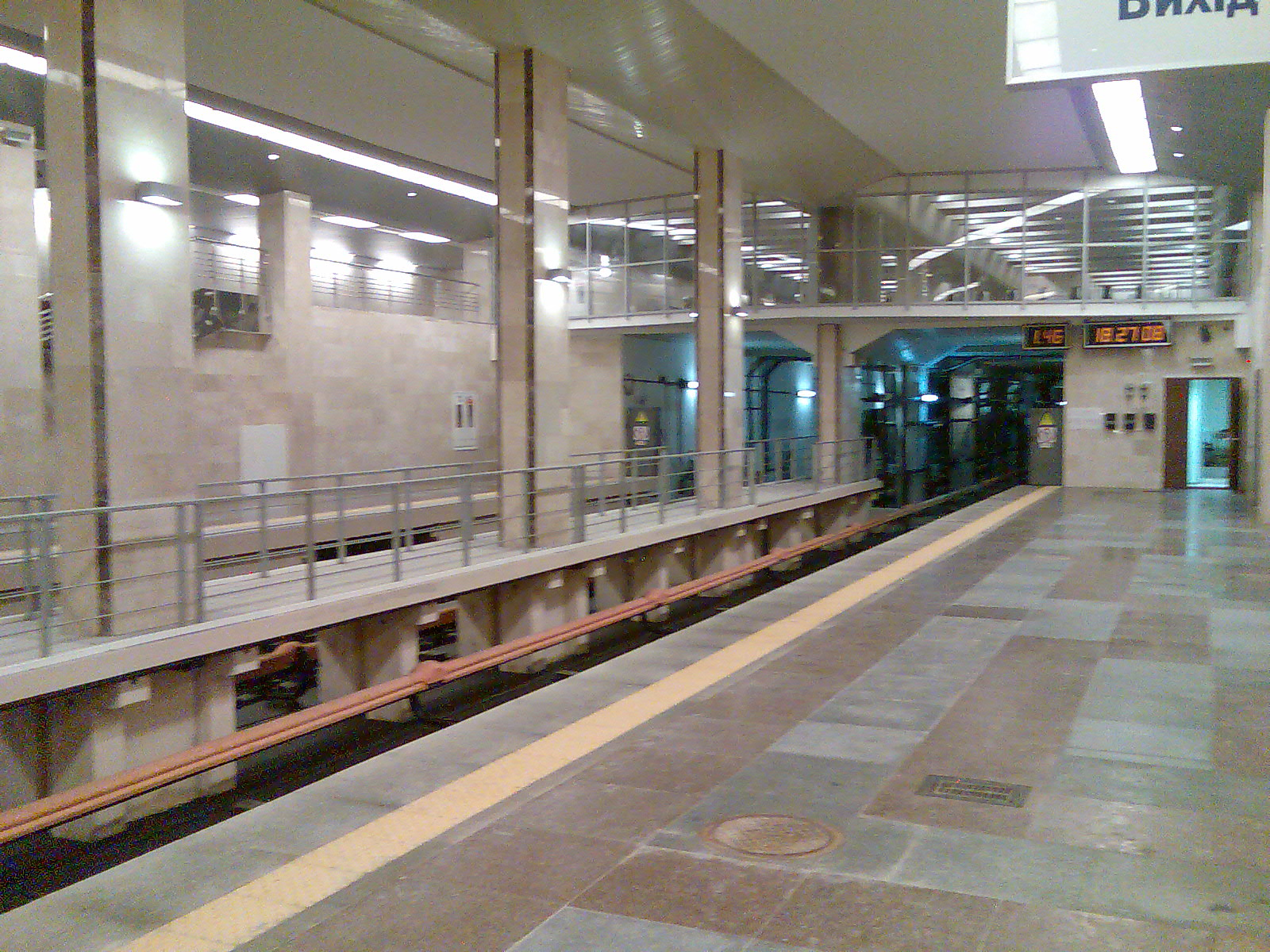
Платформа станции

## Режим работы
Открытие — 05:52, закрытие — 22:20.
Отправление первого поезда в направлении:
- ст. «Сырец» — 06:00

Отправление последнего поезда в направлении:
- ст. «Сырец» — 22:30